# Rockin' the Joint (Aerosmith)
Rockin' the Joint  è un album dal vivo degli Aerosmith pubblicato nel 2005 dall'etichetta discografica Columbia.

## Il disco
Il disco è stato registrato nel 2002 nel The Joint nell'Hard Rock Hotel di Las Vegas, e consiste in canzoni classiche e recenti degli Aerosmith in versione live. Rockin' the Joint è stato pubblicato sia in un regolare CD e in Dual Disc. L'album è stato supportato dal Rockin' the Joint Tour. Esiste anche l'edizione giapponese e la target exclusive version di questo album.

## Tracce
1. Good Evening Las Vegas – 0:22
2. Beyond Beautiful (Steven Tyler, Joe Perry, Marti Frederiksen, Mark Hudson) – 4:52
3. Same Old Song and Dance (Tyler, Perry) – 5:50
4. No More No More (Tyler, Perry) – 4:40
5. Seasons of Wither (Tyler) – 5:05
6. Light Inside (Tyler, Perry, Frederiksen) – 3:35
7. Draw the Line (Tyler, Perry) – 7:23
8. I Don't Want to Miss a Thing (Diane Warren) – 4:33
9. Big Ten Inch Record (Fred Weismantel) – 4:17
10. Rattlesnake Shake (Peter Green) – 8:25
11. Walk This Way (Tyler, Perry) – 4:13
12. Train Kept A-Rollin/Star Spangled Banner' (Tiny Bradshaw, Howard Kay, Lois Mann) – 5:13
13. Toys in the Attic' (Tyler, Perry) - 4:00 (bonus track per l'edizione giapponese)
14. Livin' on the Edge' (Tyler, Perry, Hudson) - 5:30 (bonus track per l'edizione giapponese e per la target exclusive version)
15. What it Takes' (Tyler, Perry, Child) - 5:23 (bonus track per la target exclusive version)

## Formazione
- Steven Tyler - voce, armonica
- Joe Perry - chitarra
- Tom Hamilton - basso
- Brad Whitford - chitarra
- Joey Kramer - batteria, percussioni